# Усовніченко Павло Андрійович
Павло Андрійович Усовніченко (24 червня 1913, Катеринослав, Російська імперія — 23 січня 1962, Ленінград, Російська РФСР) — радянський російський актор театру і кіно українського походження.

## Біографія
Закінчив студію при театрі імені Т. Г. Шевченка в Дніпропетровську (1931).
У 1930—1941 роках — актор театрів Дніпропетровська, Донецька, Ворошиловграда, Саратова, Архангельська і Одеської кіностудії.
З 1945 року — актор театру імені Ленінського комсомолу в Ленінграді.
У кіно знімався з 1935 року, перша роль — Сашко у фільмі «Повінь».
Похований на Богословському кладовищі Санкт-Петербурга.

## Фільмографія
1. 1936 — Повінь —  Сашко
2. 1955 — Овод —  Джузеппе
3. 1955 — Мати —  Михайло Іванович Рибін
4. 1955 — Максим Перепелиця —  Вєтров, старший лейтенант
5. 1956 — Павло Корчагін —  Жухрай
6. 1956 — Мальва —  Василь
7. 1956 — Долина Синіх скель —  Назар Гірчак
8. 1957 — Партизанська іскра —  Моргуненко
9. 1957 — Кінець Чирви-Козиря —  Григорій Дудар, робочий, хлібозаготівельник
10. 1957 — Далеке і близьке
11. 1958 — НП. Надзвичайна подія —  Микола Сахаров
12. 1958 — Кочубей —  Кандибине
13. 1958 — Люба моя людина —  Олексій Антонович
14. 1958 — Місто запалює вогні —  Хохряков
15. 1958 — Військова таємниця —  Гітаєвич
16. 1959 — За всяку ціну —  Степан Андрійович
17. 1959 — Золотий ешелон —  Олексій Іванович Билінкін
18. 1960 — 1961 — Балтійське небо —  Проскуряков
19. 1961 — Таємниця Дімки Кармія —  Йосип Кармій
20. 1961 — Дівча, з яким я товаришував —  Зернов, тато Наді
21. 1962 — Квітка на камені —  глядач на концерті